# Büntető törvénykönyv

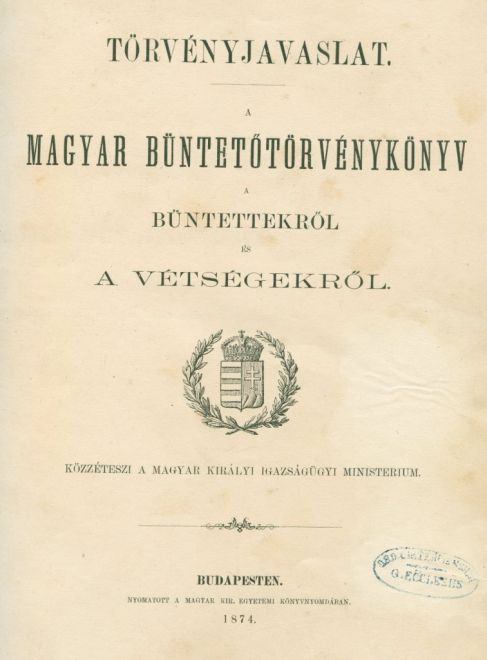
Az első magyar nyelvű, átfogó büntetőjogi szabályozást tartalmazó törvénykönyv Magyarország történelmében a Csemegi-kódex
Törvényjavaslat. A magyar büntetőtörvénykönyv a bűntettekről és a vétségekről. Közzéteszi a Magyar Királyi Igazságügyi Ministerium (1878)

A Büntető Törvénykönyv (rövidítése Magyarországon:
Btk.) egy büntetőjogi kódex, amely az egyes bűncselekményeket és az értük kiszabható büntetéseket határozza meg. A büntető törvénykönyv jelentős változtatását büntető novellának nevezzük.
A büntető törvénykönyvek általában két fő szerkezeti egységre tagolódnak, az általános részre és a különös részre.
Az általános rész azoknak a jogi normáknak az összessége, amelyek meghatározzák a büntetőjogi felelősségre vonás feltételeit és akadályait, az egyes büntetési és intézkedési nemeket, valamint azok kiszabásának szempontjait.

A különös rész pedig azon jogi normák összessége, amelyek meghatározzák azokat az emberi magatartásokat, melyek bűncselekménynek minősülnek, továbbá megállapítják az elkövetőkkel szemben alkalmazható szankciókat. E két rész további kisebb szerkezeti egységeket tartalmaz.
A büntető törvénykönyv nem feltétlenül terjed ki minden bűncselekményre, mert egyéb törvények is foglalkoznak ezekkel.

## Története egyes külföldi országokban

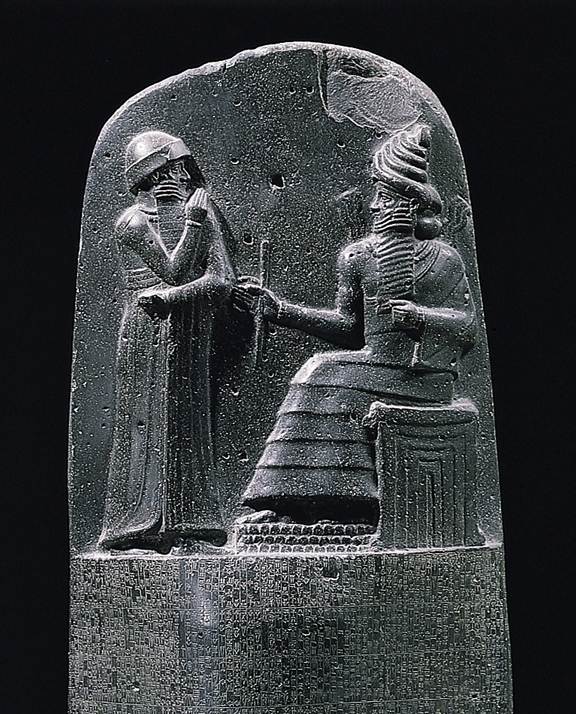
Hammurapi átveszi a Napistentől a törvényeket

A társadalom fejlődésével együtt a világ minden részén az íratlan erkölcsi szabályok mellett kialakultak az írásos jogi normák is, így szabályozva az emberek közötti viszonyok egyes területeit, meghatározva a bűntettet és az érte járó büntetést. Kezdetben a büntető törvényeket nem vették külön, de az írott formában összegyűjtött törvényeknek büntetőjogi részei is voltak.
I. e. 2000 körül, Urnamma sumer király, majd i. e. 1800 körül Iszin királya, Lipit-Istár kőtáblára (sztélére) vésette törvényeit.
Őket követte háromszáz, illetve száz évvel később Hammurapi (i. e. 1795 – i. e. 1750) babiloni király, akinek törvénytáblája egy 2,5 m magas fekete kőoszlop (jelenleg a párizsi Louvre múzeumban található). A kőoszlopon lévő dombormű szerint Hammurabbi a Napistentől kapta a törvényeket.
A zsidó vallásalapító, Mózes, a Sínai-hegyen megjelenő Istentől vette át a törvénytáblákat, rajtuk a Tízparancsolattal. Ezt követte még 603 darab parancs kodifikálása, amelyek szintén a Tórában találhatók.
Az egyes országokban a büntető törvénykönyvet az ország neve után megadott évben fogadták el: Kína i. e. VI. század közepe (Tzu Chan állította össze az első büntető törvénykönyvet, amelyet háromlábú áldozati vasüstre vésett fel, és ezt Teng Hsi-tzu bambusztáblákra másolta át), Anglia 1100 (I. Henrik király idejében), (Német-római Birodalom 1532 ("Peinliche Gerichtsordnung", V. Károly császár idején); az USA Connecticut államában 1642, Pennsylvania államában 1676, Franciaország 1791, Mexikó (Veracruz állam) 1835 (1831-ben kezdték el a kidolgozását), Hawaii 1835 (III. Kamehameha király idejében), Spanyolország 1870, Olaszország 1889 (1890-es hatályba lépéssel), Bulgária 1896, Thaiföld 1908, egykori Jugoszlávia 1929, Kína 1979.

## A büntető törvénykönyvek története Magyarországon
Magyarországon már Szent István király törvényei tárgyalták a bűncselekményeket és büntetéseket, majd a középkorban Werbőczy István Hármaskönyve szolgált "de facto" a bíráskodás alapjául büntetőügyekben is bár sohasem iktatták be a hivatalos törvények közé.
Bár a reformkorban, 1843-ban elkészült a büntetőtörvénykönyv-javaslat, ebből sohasem lett törvény. Az 1852. május 27-én
kiadott ausztriai Büntető törvénykönyv, amely az 1803-ast váltotta fel, a "bűntettről, vétségről és kihágásról" szeptember 1-jei hatállyal Magyar
országon is bevezették, így a magyar bíróságok gyakorlatában kötelezően és elsődlegesen alkalmazandó joganyaggá vált egészen 1861. június 23-ig. Ekkor az Országbírói Értekezleten (OBÉ) megalkotott Ideiglenes Törvénykezési Szabályok (ITSZ) az 1848 előtti állapotokat állította vissza. Az 1861-
es Országbírói Értekezleten a büntetőkodifikáció megoldatlan maradt, így a  bíróságok Pauler Tivadar "Büntetőjogtan"  címü müvét "de facto" büntető törvénykönyvként alkalmazták,
amely a korábban hatályban lévő osztrák büntető törvénykönyvön alapult. Az első modern magyar büntetőtörvénykönyv csak 1878-ban született meg.

### A Csemegi-kódex
Az első modern magyar büntető törvénykönyvet, az 1878. évi V. törvénycikket csak 1878-ban fogadták el. A szakirodalom a kodifikátora, Csemegi Károly után Csemegi-kódexnek nevezi. A kódex általános része a börtönügy szabályozását is tartalmazta, oly módon, hogy a büntetési rendszerről szóló fejezetébe vette fel a szabadságvesztés büntetésre és annak végrehajtására vonatkozó legfontosabb rendelkezéseket.
A törvénykönyv a szabadságvesztés öt nemét határozta meg: a fegyházat, az államfogházat, a börtönbüntetést, a fogházat és az elzárást.
A kódex különös része 43 fejezetből állt, és a bűncselekmények közül a hasonlókat együtt tárgyalja. Az első 8 fejezet az uralkodó és az állam rendje elleni, a 9-13. fejezet a társadalmi rend elleni, a 14-36. fejezet a személy- és vagyon elleni, a 37-40. fejezet az állam- valamint az államigazgatás rendje elleni, a 41. és 42. fejezet a hivatali bűncselekményeket szabályozta.

### A 20. század elején
1930-ban katonai büntető törvénykönyvet léptettek életbe (1930. évi II. törvénycikk) , amelyet az 1930. évi III. törvénycikk a katonai büntetőtörvénykönyv életbeléptetéséről és a közönséges büntetőtörvények egyes rendelkezéseinek ezzel kapcsolatos módosításáról és kiegészítéséről módosított. A hűtlenség szigorúbb büntetéséről az 1934. évi XVIII. törvénycikk rendelkezett.

### A második világháború után
A második világháborút követően a büntető törvénykönyv különös részének megalkotása még váratott magára. Csak az általános rész, az 1950. évi II. törvény (szokásos rövidítése: Btá.) készült el.
Ellentmondások feszültek az új általános rész és a háború előttről tovább élő különös részi törvényi tényállások között, ugyanis az új szabályozás formálisan is megszüntette a büntetőjogi legalitás elvét: a büntetőjogi felelősség rendkívüli kiszélesítéséhez vezetett, hogy a törvény  általában büntetni rendelte a gondatlan elkövetést. Visszás helyzetet eredményezett tehát, hogy 
a Csemegi kódex különös részi (tehát az egyes bűncselekményeket érintő rendelkezései), bár számos módosítással és kiegészítéssel, ám egészen 1962-ig hatályban maradtak.
Ebben az időszakban a büntető jogszabályokat az Igazságügy-minisztérium foglalta össze Büntető Anyagi Jogszabályok Hatályos Összeállítása összefoglaló néven. (Ezt közhasználatú rövidítésével BHÖ-ként emlegették.)

#### Az 1961. évi V. törvény
A Magyar Népköztársaság Büntetőtörvénykönyvéről szóló 1961. évi V. törvény új átfogó szocialista jellegű büntető kódex volt. Ez a törvény – szemben a Btá.-val – újra törekedett a büntetőjogi legalitás érvényesülésének biztosítására. Ennek érdekében újra felvette a törvénybe a nullum crimen sine lege elvét. Eltérően a korábbi gyakorlattól, bekerült a Btk.-ba az összes büntetőjogi rendelkezés, így a fiatalkorúakra és katonákra vonatkozó speciális szabályok is. Mivel a törvény valamennyi büntető tényállást egy kódexbe foglalt, megszüntette a büntető melléktörvényeket is. Az új kódex kiterjesztette a büntetőjogi felelősség körét is, és több új különös részi tényállást vezetett be. Lényeges változást hozott a gondatlan elkövetés korábbi általános büntetni rendelésének (pönalizálásának) az eltörlése.

#### 1978. évi IV. törvény
Az 1961. évi V. törvényt követő 1978. évi IV. törvény – módosításokkal és kiegészítésekkel – egészen 2013. június 30-ig volt hatályban. Ez a törvény az 1979-es hatályba lépése óta több mint száz alkalommal módosult. A változtatások több mint 1600 rendelkezést érintettek.

##### Az 1978. évi IV. törvény szerkezete
Az 1978. évi IV. törvény általános része az I.- IX. fejezeteket ölelte fel, míg a különös rész a X. – XX. fejezeteket. (A törvénykönyv későbbi novellái a törvény rendszerét szinte teljesen átformálták.)
A törvény általános része az alábbi fejezetekre oszlott:
- I. fejezet: A büntető törvény hatálya (időbeli stb.)
- II. fejezet: A bűncselekmény és az elkövető (I. cím: A bűncselekmény, II. cím: Kísérlet és előkészület, III. cím: Az elkövetők)
- III. fejezet: A büntetőjogi felelősségre vonás akadályai (I. cím: A büntethetőséget kizáró okok, II. cím: A büntethetőséget megszüntető okok
- IV. fejezet: Büntetések és intézkedések (I. cím: A büntetések, II. cím: Az intézkedések)
- V. fejezet: A büntetés kiszabása
- VI. fejezet: Mentesítés a büntetett előélethez fűződő hátrányok alól
- VII. fejezet: A fiatalkorúakra vonatkozó rendelkezések
- VIII. fejezet: A katonákra vonatkozó rendelkezések
- IX. fejezet: Értelmező rendelkezések

A törvény különös része az alábbi fejezetekre oszlott:
- X. fejezet: Az állam elleni bűncselekmények
- XI. fejezet: Az emberiség elleni bűncselekmények (I. cím: A béke elleni bűncselekmények,

II. cím: A háborús bűncselekmények)
- XII. fejezet: A személy elleni bűncselekmények (I. cím: Az élet, a testi épség és az egészség elleni bűncselekmények), II. Cím: Az egészségügyi beavatkozás, az orvostudományi kutatás rendje és az egészségügyi önrendelkezés elleni bűncselekmények, III. cím: A szabadság és az emberi méltóság elleni bűncselekmények,
- XIII. fejezet: A közlekedési bűncselekmények
- XIV. fejezet: A házasság, a család, az ifjúság és a nemi erkölcs elleni bűncselekmények (I. cím: A házasság, a család és az ifjúság elleni bűncselekmények, II. cím: A nemi erkölcs elleni bűncselekmények)
- XV. fejezet: Az államigazgatás, az igazságszolgáltatás és a közélet tisztasága elleni bűncselekmények (I. cím: A választás, a népszavazás és a népi kezdeményezés rendje elleni bűncselekmény, II. cím: A rendészeti bűncselekmények, III. cím: Az államtitok és a szolgálati titok megsértése, IV. cím: A hivatali bűncselekmények, V. cím: A hivatalos személy elleni bűncselekmények, VI. cím: Az igazságszolgáltatás elleni bűncselekmények, VII. cím: A közélet tisztasága elleni bűncselekmények, VIII. Cím: A nemzetközi közélet tisztasága elleni bűncselekmények)
- XVI. fejezet: A közrend elleni bűncselekmények (I. cím: A közbiztonság elleni bűncselekmények, II. cím: A köznyugalom elleni bűncselekmények, III. cím: A közbizalom elleni bűncselekmények, IV. cím: A közegészség elleni bűncselekmények)
- XVII. fejezet: A gazdasági bűncselekmények (I. cím: Gazdálkodási kötelességeket és a gazdálkodás rendjét sértő bűncselekmények, II. cím: A pénz- és bélyeghamisítás, III. cím: A pénzügyi bűncselekmények, IV. cím: Vegyes rendelkezések)
- XVIII. fejezet: A vagyon elleni bűncselekmények
- XIX. fejezet: A honvédelmi kötelezettség elleni bűncselekmények
- XX. fejezet: A katonai bűncselekmények (I. cím: A szolgálati bűncselekmények, II. cím: A függelemsértés, III. cím: Az elöljárói bűncselekmények, IV. cím: A harcképességet veszélyeztető bűncselekmények)

#### A hatályos 2012. évi C. törvény
Az 1978. évi IV. törvényt követő, negyedik büntető törvénykönyv előkészítése 2011-től közel másfél évtizedig tartott. Legalább négy, különböző összetételű, kodifikációs bizottság dolgozott ezen sorrendben Dávid Ibolya, Bárándy Péter, Petrétei József és Kondorosi Ferenc, végül Navracsics Tibor és Répássy Róbert felkérésére, illetve koordinálásával.
A Büntető Törvénykönyvről szóló 2012. évi C. törvényt az Országgyűlés 2012. június 25-én fogadta el. A törvény 2013. július 1. napján lépett hatályba. Szerkezete számos helyen eltér a törvény által hatályon kívül helyezett 1978. évi IV. törvény szerkezetétől. Általános része az I.- XII. fejezetekből, különös része a XIII. – XLV. fejezetekből áll.
A kódex hatályon kívül helyezte az 1978. évi IV. törvényt, amely több évtizedes története során nagyszámú változáson ment keresztül, ezért áttekintése egyre nehezebbé vált. A törvény indokolásának megállapítása szerint a módosítások nagy száma arra vezethető vissza, hogy büntetőjogi rendelkezések a rendszerváltást követő különböző kormányzatok eltérő (gyakran egymásnak ellentmondó) büntető-politikai irányvonalat követve alakították át.(A politikai törtésvonalak hatásának jelentőségét azonban vitatja pl. Hollán Miklós). Átalakult a büntetési rendszer, és ez a Különös Részre is jelentős befolyást gyakorolt. Különösen szembeszökő a gazdasági bőncselekményeket szabályozó fejezetnél, valamint a személy elleni bűncselekményeket szabályozó rendelkezéseknél. Fontos változásokat hozott továbbá az Európai Unióhoz történő csatlakozással együtt járó jogharmonizáció is. Szigorúbb szabályozást igényelt a szervezett bőnözés elleni hatékonyabb fellépés is, míg a bűnözésen belüli szerkezeti változások indokolták a büntetéseket szigorító rendelkezéseket.

##### A büntetőjog alapelvei
- a jogállamiság
- a jogegyenlőség
- humanitás elve
- anyagi jogi legalitás (törvényesség) elve
- a tettfelelősség elve
- a bűnösségen alapuló felelősség elve
- az arányosság elve
- a kétszeres értékelés tilalma (latinul: ne bis idem)
- a büntetőjog szubszidiaritása.[8]

##### A hatályos 2012. évi C. törvény szerkezete
A törvény általános része az alábbi fejezetekre tagolódik:
- I. fejezet: Alapvető rendelkezések (A törvényesség elve)
- II. fejezet: A magyar büntető joghatóság (Időbeli hatály, Területi és személyi hatály)
- III. fejezet: A büntetőjogi felelősség[9]
- IV. fejezet: A büntethetőséget kizáró vagy korlátozó okok [10].
- V. fejezet: A büntethetőséget kizáró okok (a büntethetőség elévülése, a tevékeny megbánás)
- VI. fejezet: A büntetőjogi felelősségre vonás egyéb akadályai (A magánindítvány hiánya, A feljelentés hiánya)
- VII. fejezet: A büntetések[11]
- VIII. fejezet: Az intézkedések [12]
- IX. fejezet: A büntetés kiszabása[13]
- X. fejezet: Az elítéléséhez fűződő hátrányos jogkövetkezmények és a mentesítés[14]
- XI. fejezet: A fiatalkorúakra vonatkozó rendelkezések [15]
- XII. fejezet: A katonákra vonatkozó rendelkezések

A különös rész az alábbi fejezetekre tagolódik:
- XIII. fejezet: Az emberiesség elleni bűncselekmények
- XIV. fejezet: Háborús bűncselekmények
- XV. fejezet: Az élet, testi épség, és egészség elleni bűncselekmények
- XVI. fejezet: Az egészségügyi beavatkozás és kutatás rendje elleni bűncselekmények
- XVII. fejezet: Az egészséget veszélyeztető bűncselekmények
- XVIII. fejezet: Az emberi szabadság elleni bűncselekmények
- XIX. fejezet: A nemi élet szabadsága és a nemi erkölcs elleni bűncselekmények
- XX. fejezet: A gyermekek érdekét sértő és a család elleni bűncselekmények
- XXI. fejezet: Az emberi méltóság és egyes alapvető emberi jogok elleni bűncselekmények
- XXII. fejezet: A közlekedési bűncselekmények
- XXIII. fejezet: A környezet és a természet elleni bűncselekmények
- XXIV. fejezet: Az állam elleni bűncselekmények
- XXV. fejezet: A minősített adat és a nemzeti vagyon elleni bűncselekmények
- XXVI. fejezet: Az igazságszolgáltatás elleni bűncselekmények
- XXVII. fejezet: A korrupciós bűncselekmények
- XXVIII. fejezet: A hivatali bűncselekmények
- XXIX. fejezet: A hivatalos személy elleni bűncselekmények
- XXX. fejezet: A közbiztonság elleni bűncselekmények
- XXXI. fejezet: A nemzetközi kötelezettségen alapuló közbiztonsági célú gazdasági előírások elleni bűncselekmények
- XXXII. fejezet: A köznyugalom elleni bűncselekmények
- XXXIII. fejezet: A közbizalom elleni bűncselekmények
- XXXIV. fejezet: A közigazgatás rendje elleni bűncselekmények
- XXXV. fejezet: A vagyon elleni erőszakos bűncselekmények
- XXXVI. fejezet: A vagyon elleni bűncselekmények
- XXXVII. fejezet: A szellemi tulajdonjog elleni bűncselekmények
- XXXVIII. fejezet: A pénz- és bélyegforgalom biztonsága elleni bűncselekmények
- XXXIX. fejezet: A költségvetést károsító bűncselekmények
- XL. fejezet: Pénzmosás
- XLI. fejezet: A gazdálkodás rendjét sértő bűncselekmények
- XLII. fejezet: A fogyasztók érdekeit és a gazdasági verseny tisztaságát sértő bűncselekmények
- XLIII. fejezet: Tiltott adatszerzés és az információs rendszer elleni bűncselekmények
- XLIV. fejezet: A honvédelmi kötelezettség elleni bűncselekmények
- XLV. fejezet: A katonai bűncselekmények